# Wang Lihong
Wang Lihong (王利宏S, Wáng LìhóngP; 3 febbraio 1968) è un ex schermidore cinese, vincitore di una medaglia di bronzo ai campionati mondiali di scherma.